# Montseveroux
Montseveroux é uma comuna francesa na região administrativa de Auvérnia-Ródano-Alpes, no departamento de Isère. Estende-se por uma área de 16,48 km². Em 2010 a comuna tinha 980 habitantes (densidade: 59,5 hab./km²).